# 프랭크 월러

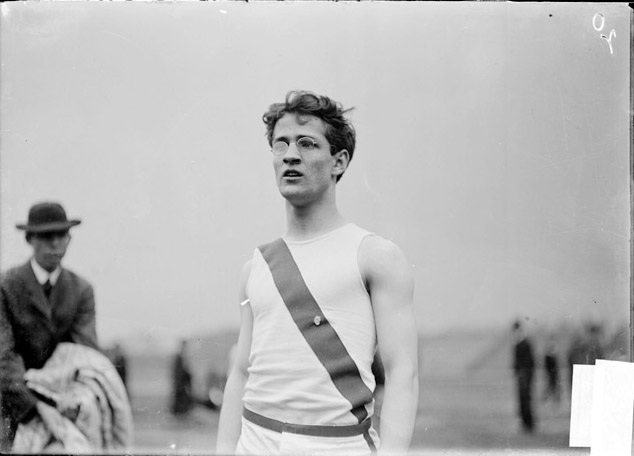

프랭크 월러(Frank Waller, 본명: 프랭크 레어드 월러, Frank Laird Waller, 1884년 6월 24일 ~ 1941년 11월 29일)는 400m 전문 미국 운동선수였다. 나중에 보컬 코치가 되었다.
20세기 초에 대회에 참가했다. 위스콘신 대학에 재학 중이던 1904년 하계 올림픽 육상 400m와 400m 허들에서 두 종목 모두 금메달리스트 해리 힐먼(Harry Hillman)에 뒤처져 은메달 2개를 획득했다. 1905년과 1906년에 남자 440야드 부문에서 미국 챔피언이었으며 밀워키 애슬레틱 클럽에서 경쟁하는 동안 220야드 허들 부문에서 우승했다.
위스콘신 고등학교 메노모니를 졸업하고 1907년에 위스콘신 대학교를 졸업했다. 대학 졸업 후 월러는 시카고로 이사했다. 시카고에서 위스콘신 대학교 전투 노래 "On, Wisconsin!"을 함께 작곡한 윌리엄 T. 퍼디와 칼 벡을 알고 있었다. 월러는 퍼디에게 미네소타 대학교 전투 노래를 쓰기 위한 콘테스트와 100달러의 상금에 대해 말했다. 칼 벡은 퍼디에게 이 노래가 위스콘신 대학교에 이들의 전투 노래로 발표되어야 한다고 확신했다.
피아니스트로 가수 릴리안 러셀(Lillian Russell)과 함께 투어에 나섰다. 독일의 지방 오페라 하우스에서 지휘하면서 수년을 보냈다. 1924년부터 1925년까지 로체스터에 있는 이스트만 음악학교 오페라과의 피아니스트, 코치, 연극 지휘자로 일했다. 나중에 음성 코치로 일했으며 캔자스시티 음악원에서 음성 부서를 이끌었다. 그의 경력 동안 트라이시티 심포니(Tri-City Symphony), 밀워키 필하모닉 오케스트라(Milwaukee Philharmonic Orchestra), 뉴욕 국립 방송사(National Broadcasting Company), 버지니아주 리치먼드 WPA 오케스트라(WPA Orchestra)의 디렉터를 역임했다. 그가 코치한 가수 중에는 찰스 시어스, 에디스 메이슨, 로사 라이사, 앨리스 닐슨, 루이사 테트라치니, 프란시스 페랄타, 올가 블라니가 있다.
병원에서 6주 동안 투병생활을 하다가 심장병으로 사망했다. 미혼이었다.